# Conflicto fronterizo entre Arabia Saudita y Yemen
El conflicto entre los hutíes y Arabia Saudita es un conflicto armado en curso entre las Fuerzas Armadas Reales de Arabia Saudita y las fuerzas yemeníes hutíes que ha tenido lugar en la Península arábiga, incluidas las regiones del sur de Arabia Saudita de Asir, Jizan y Najrán, y las gobernaciones de Saada en el norte de Yemen, AL-Jawf y Hajjah, desde el inicio de la intervención liderada por Arabia Saudita en Yemen en 2015. Durante el transcurso del conflicto, los hutíes han llevado a cabo ataques contra bases militares y puestos de avanzada en Arabia Saudita.

## Antecedentes
En su conflicto de 2004 contra el gobierno del presidente yemení Ali Abdullah Saleh, los hutíes acusaron a Arabia Saudita de presionar a Saleh para que tomara medidas enérgicas contra su comunidad y de financiarlo con $ 25 mil millones de dólares. Saleh negó esta acusación y Arabia Saudita no la reconoció. Las unidades del ejército hutíes y prohutíes de Yemen estaban desplegando tácticas efectivas. Por lo general, primero desplegarían equipos equipados con misiles guiados antitanque (ATGM), como el 9M113 Konkurs de fabricación rusa, el 9M133 Kornet y algunos BGM-71 TOW, para eliminar vehículos o búnkeres específicos. 
Los BM-21 Grad y BM-27 Uragán atacarían las bases militares más cercanas y colocarían minas terrestres a lo largo de las rutas que conectan con la frontera entre Arabia Saudita y Yemen. Mientras tanto, las fuerzas especiales pro-hutíes comenzarían a asaltar los puestos fronterizos, mientras que equipos montados en motocicletas armados con RPG-7 y M-47 Dragón de fabricación estadounidense se infiltrarían en la retaguardia saudí. Las columnas de las fuerzas del Ejército de Arabia Saudita (RSLF) se adentrarían en campos de minas desconocidos o se lanzarían a emboscadas en lugares no directamente afectados por los combates. Algunas partes de asalto desplegadas en Arabia Saudita estaban armadas con sistemas de defensa aérea portátiles (MANPADS), así como con cañones antiaéreos remolcados M167 Vulcan.
Aunque los detalles exactos de la efectividad de cualquiera de ellos siguen siendo evasivos, durante el primer año de la guerra dañaron numerosos helicópteros de ataque del RSLF y las Fuerzas de la Marina Real de Arabia Saudita (RSNF), lo que obligó a sus tripulaciones a mantener la distancia.

## Cronología
Como resultado de la intervención liderada por Arabia Saudita en Yemen, la ciudad de Najran fue bombardeada por los hutíes el 5 de mayo. Las autoridades sauditas cerraron temporalmente las instituciones educativas locales y el aeropuerto nacional de Najran.
Las tropas de Ahrar al-Najran atacaron una base militar en Najran el 9 de julio, incautaron varias armas y equipo electrónico pertenecientes a los servicios de seguridad de Arabia Saudita y destruyeron un vehículo blindado y un vehículo de lanzamiento de morteros, ambos pertenecientes al ejército saudí. Dos combatientes de Ahrar al-Najran y 15 soldados saudíes murieron en los enfrentamientos.